# Villaboa (Puente Nuevo)
Villaboa (llamada oficialmente San Xulián de Vilaboa) es una parroquia y una aldea española del municipio de Puente Nuevo, en la provincia de Lugo, Galicia.

## Otras denominaciones
La parroquia también es conocida por el nombre de San Julián de Villaboa.

## Organización territorial
La parroquia está formada por ocho entidades de población:
- Aldeguer
- Fontangordo
- Neipín
- Panturreira (A Panturreira)
- Sampayo (San Paio)
- Villaboa (Vilaboa)
- Villaemil (Vileimil)
- Villargondurfe (Vilargondurfe)

## Demografía

### Parroquia
| Gráfica de evolución demográfica de Villaboa (parroquia) entre 2000 y 2020 |
|                                                                            |
| Datos según el nomenclátor publicado por el INE.                           |

### Aldea
| Gráfica de evolución demográfica de Villaboa (aldea) entre 2000 y 2020 |
|                                                                        |
| Datos según el nomenclátor publicado por el INE.                       |